# Darko Bjedov
Darko Bjedov (in serbo Дарко Бједов?; Tenin, 28 marzo 1989) è un ex calciatore serbo, di ruolo attaccante.